# إدوارد إم. شيبرد
إدوارد إم. شيبرد (بالإنجليزية: Edward M. Shepard)‏ هو محامي أمريكي، ولد في 23 يوليو 1850، وتوفي في 28 يوليو 1911 بسبب ذات الرئة.